# Emilio Barzini
Don Emilio Barzini (1893-1955) is een personage uit het boek De Peetvader van Mario Puzo en de verfilming The Godfather. In de film wordt het personage van Barzini vertolkt door Richard Conte.

## The Godfather
Barzini is de leider van een van de Five Families in de New Yorkse maffia. Enkel Don Vito Corleone heeft evenveel macht als Barzini. Don Barzini wordt zo gerespecteerd door Don Vito dat hij een uitnodiging krijgt voor het trouwfeest van Vito's dochter, Connie Corleone.
Wanneer Don Vito Corleone een aanbod van Virgil Sollozzo om in de drugshandel te stappen weigert, spant Barzini samen met de andere maffiafamilies in New York om de familie Corleone klein te krijgen en te dwingen om toch in de drugshandel te stappen. Om dit te bewerkstelligen neemt Barzini contact op met Carlo Rizzi, de schoonzoon van Don Vito, om mee te helpen bij het complot om Sonny Corleone te vermoorden.
Don Corleone voelt zich na deze moord gedwongen om vrede te sluiten met de andere families en zijn politieke contacten te gebruiken voor de drugshandel. Deze vrede wordt gesloten op een bijeenkomst van de maffiacommissie waarbij maffialeiders van over het hele land aanwezig zijn. Het is op deze vergadering dat Don Vito begint te begrijpen dat niet Don Philip Tattaglia maar Emilio Barzini zijn grootste vijand is en dat Barzini de hand heeft gehad in alles wat ervoor gebeurd is.
Na de bijeenkomst en de 'capitulatie' van de familie Corleone, begint Barzini territorium van de Corleones in te pikken. Uiteindelijk benadert Don Barzini de capo Salvatore Tessio. Deze laatste is niet tevreden met de beslissingen van Michael als Don en Tessio besluit om in zee te gaan met Barzini. Hij organiseert een ontmoeting tussen Barzini en Corleone, zogenaamd om vrede te sluiten. Barzini plant echter de moord op Michael Corleone om zo definitief de familie Corleone weg te krijgen.
Maar Michael voorziet dit en plant zelf de moord op Don Barzini en op de andere leiders van de Five Families. Tijdens de doop van de zoon van Carlo en Connie, Michael Francis Rizzi, wordt Don Barzini aan het gerechtsgebouw in New York vermoord door Al Neri, vermomd als politieagent. Ook de andere maffialeiders (Carmine Cuneo, Victor Stracci en Philip Tattaglia) worden vermoord tijdens dezelfde doop.

## Vergelijking met echte leven
Er wordt gezegd dat het personage Emilio Barzini gedeeltelijk gebaseerd is op dat van een echte maffiabaas, Vito Genovese, van de familie Genovese, een van de Five Families in de echte New Yorkse onderwereld.